# Arts Lab De Lantaren
Het Arts Lab De Lantaren was een Nederlandse experimentele artistieke organisatie voor vooruitstrevende kunst, die in 1970 was opgezet door de Rotterdamse Kunststichting rond het theater De Lantaren, in 1972 werd geopend en in 1978 is opgegaan in LantarenVenster.
In 1972 kwam het International Film Festival Rotterdam daar van de grond, er vonden legendarische popconcerten plaats, en van daaruit begon in 1979 Hard Werken.

## Ontwikkeling

### Voorgeschiedenis en opzet
In de Gouvernestraat in het Oude Westen in Rotterdam was in 1909 een cultuurgebouw geopend voor de Vereniging Ons Huis. Naar ontwerp van Jaap Bakema opende daar in 1949 de filmzaal 't Venster. Rond een aanwezige lithopers groeperde in de jaren vijftig een groep jonge Rotterdamse grafici, de Venstergroep, met onder andere Louis van Roode. In 1952 werd de oorspronkelijke schouwzaal verbouwd tot een vloertheater, genaamd De Lantaren.
Eind jaren zestig kwam het theater onder beheer van de Rotterdamse Kunststichting. Naar idee van de toenmalige directeur Adriaan van der Staay werd het bedrijf uitgebreid met een eigen artistieke staf voor experimenten met letteren, muziek en toneel. Het geheel werd het Arts Lab genoemd, en bestond naast het theater uit een grafische werkplaats en een film- en videowerkplaats. Daarnaast was er oefenruimte waar onder meer Dansgroep Penta verbleef.
Het idee van een Arts Lab kwam uit Engeland en stond voor "een gebouw waar domweg alles gebeurd." Een voorbeeld was het experimentele kunstcentrum Arts Laboratory uit Londen eind 1967 geopend in een oud, gammel pakhuis in Covent Garden, de Londense groentehallen. Daar vonden bijvoorbeeld ook mime-voorstellingen, en muziekoptredens plaats. In het jaar 1968 had het Amsterdamse Fantasio collectief ook plannen om een dergelijke Arts-Lab opzet te maken.

### Ontwikkeling van het Arts Lab
Voor de opzet van de organisatie en de eerste programmering van experimentele muziek, theater en dans werd Koos van Duinen uit Utrecht aangetrokken, die daar de Kargadoor had geleid. Van Duinen kreeg de opdracht mee om de ruimte te veranderen "in een Artslab, dat zal moeten uitgroeien tot een compleet actiecentrum, waar affiches gemaakt kunnen worden, grafici kunnen werken en andere culturele ; experimenten kunnen worden gedaan."
Naar ontwerp van Sjoerd Schamhart vond een grote verbouwing plaats, waarna De Lantaren in 1972 heropende.
In 1972 kwam Arts Lab De Lantaren onder leiding van Rommert Boonstra, die het uitbouwde tot een belangrijke ontmoetingsplaats voor kunstenaars. Onder de kunstenaars, die daar aan het werk gingen waren Wink van Kempen en Henk Tas, Willem Kars en andere leden van Hard Werken en later ook Gerald van der Kaap.

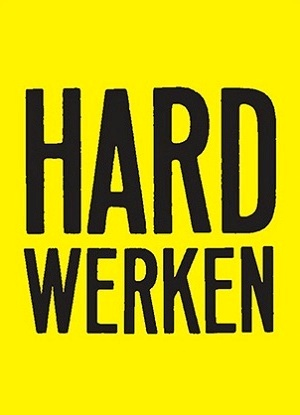
Hard Werken-logo

### Grafische werkplaats en Hard Werken
Vanuit de grafische werkplaats is in 1979 Hard Werken begonnen als literair tijdschrift op initiatief van Willem Kars. De Rotterdamse auteur Rien Vroegindeweij werd in de zomer van 1978 betrokken, versterking kwam vervolgens in de samenwerking met Kees de Gruiter en het tijdschrift werd geactiveerd met een redactie die het blad tevens produceerde (onder meer Henk Elenga, Gerard Hadders, Tom van den Haspel, Rick Vermeulen, Jan Willem de Kok, Jan Joris Lamers en Raymond Campfens).

### Film International Rotterdam

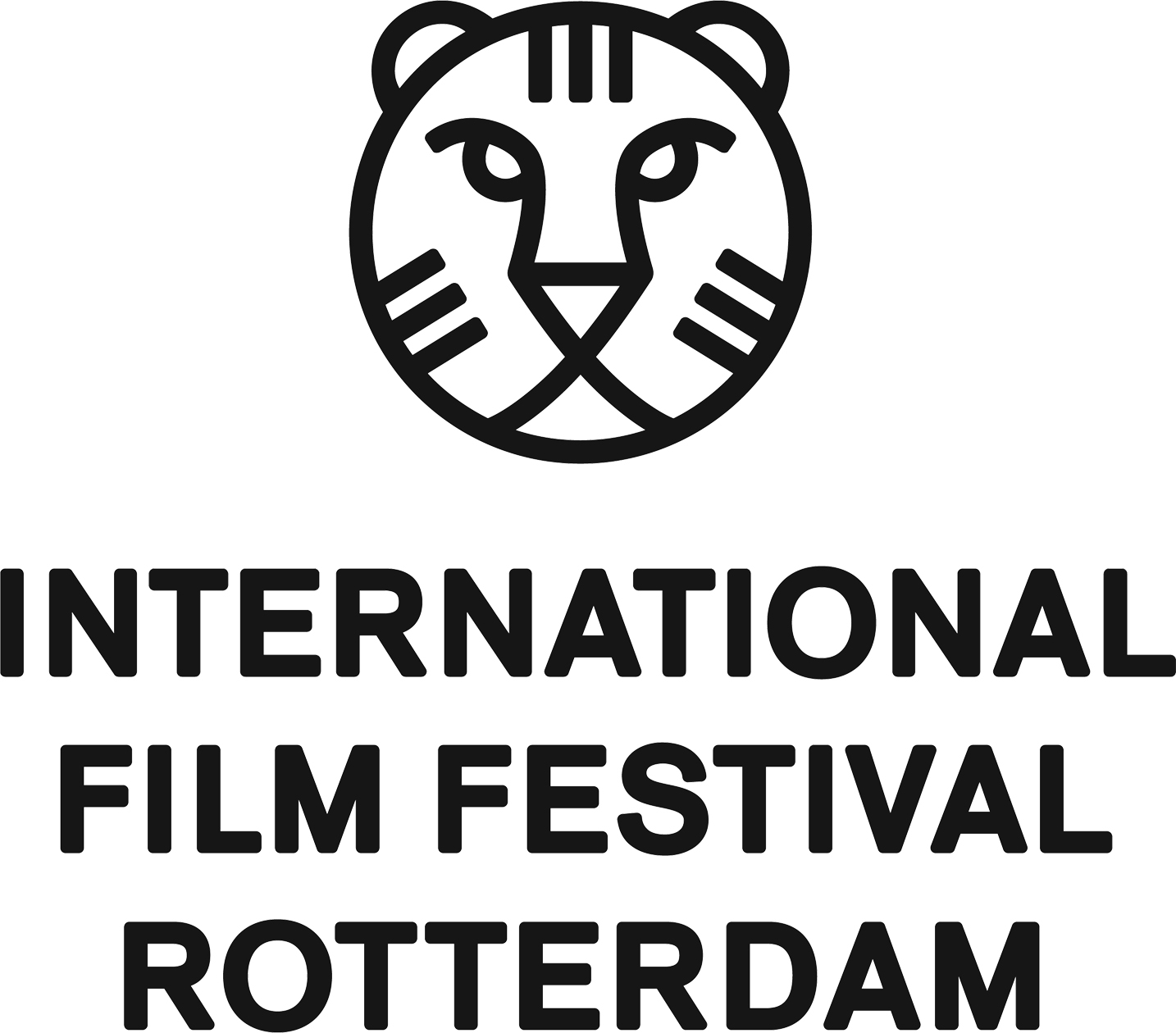
Filmfestival logo.

In 1972 en een aantal jaren daarna was De Lantaren het hart van waaruit onder leiding van Huub Bals de eerste editie van Internationaal Filmfestival Rotterdam plaatsvond, onder de naam Film International Rotterdam.
Eind jaren zeventig werd 't Venster samengevoegd met De Lantaren waarmee in 1978 Theater LantarenVenster ontstond zoals het tot halverwege 2010 bestond. Daarna is het verhuisd naar de Wilhelminapier in Rotterdam-Zuid.

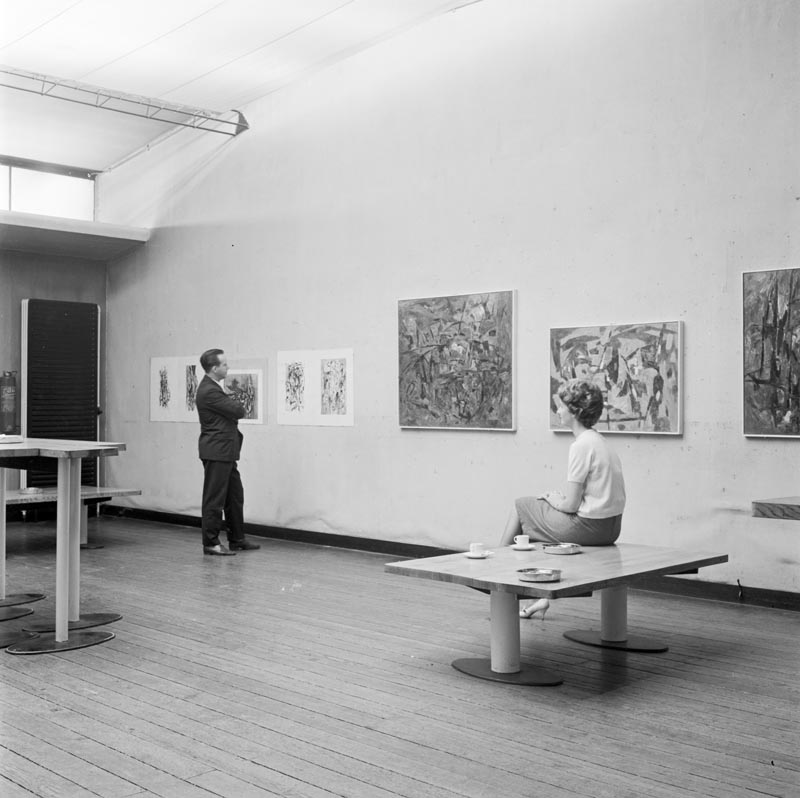
Tentoonstelling in de expositiezaal van 't Venster in de Gouvernestraat, 1962.

### Galerie 't Venster
In de foyer van 't Venster bleef de sedert 1949 gevestigde tentoonstellingsruimte nog tot 1973 actief onder leiding van Johan Huijts (1897-1995). De galerie werd daarna verplaatst naar een eigen locatie aan de Voorhaven in Delfshaven, waar ze van 1974 tot in 1976 bestond onder de naam Galerie 't Venster. Vervolgens werd de galerie verplaatst naar de centrumlocatie Oude Binnenweg, boven Galerie Delta, waar van 1977 tot 1989 werd geëxposeerd onder leiding van Gosse Oosterhof. Zij toonde onder meer vroeg de Amerikaan Keith Haring.

### Popconcerten
Arts Lab De Lantaren bood in die tijd ook een podium voor popmuziek, waar een reeks internationale bands optraden. Zo waren er optredens van Depeche Mode, Level 42, Nick Cave, Sex Pistols, Simple Minds, Talking Heads, U2 en UB40.